# Naomi Osaka
Naomi Osaka (japansk: 大坂 なおみ, født 16. oktober 1997) er en professionel tennisspiller, der repræsenterer Japan. Med sejren i US Open 2018 blev hun den første japaner, der vandt en Grand Slam-turnering i single. Sejren, der blot var hendes anden i WTA-sammenhæng, opnåede hun med en finalesejr over Serena Williams på 6-2, 6-4. Med sejren opnåede hun også sin hidtil bedste placering på WTA-ranglisten som nummer 7. Ud over Grand Slam-sejren i US Open 2018 har hun også vundet Australian Open 2019 og US Open 2020. Med sejren i Australien nåede hun toppen af verdensranglisten. Med den anden titel i New York blev hun den første asiatiske spiller, der har vundet tre Grand Slam-turneringer.
Ved OL 2020 (afholdt i 2021) var det Osaka, der antændte den olympiske ild. Hun stillede desuden op i damesingle ved legene, og hun var andenseedet. Hun nåede dog kun til tredje runde, hvor hun blev besejret af tjekken Marketa Vondrousova.

## Privatliv
Osaka er datter af en japansk mor og en haitiansk far. Hun har i størstedelen af sit liv levet i USA.